# Дубњик
Дубњик (слч. Dubník, мађ. Csúz) насељено је мјесто са административним статусом сеоске општине (слч. obec) у округу Нове Замки, у Њитранском крају, Словачка Република.

## Становништво
| Година:    | 1994. | 2004.   | 2014.   | 2024.   |
| ---------- | ----- | ------- | ------- | ------- |
| Број људи: | 1779  | 1762    | 1655    | 1520    |
| Разлика:   |       | -0,95 % | -6,07 % | -8,15 % |

| Година:    | 2023. | 2024.   |
| ---------- | ----- | ------- |
| Број људи: | 1538  | 1520    |
| Разлика:   |       | -1,17 % |

Према подацима о броју становника из 2011. године насеље је имало 1.698 становника.